# Спинномозкова рідина

Пульсація спинномозкової рідини у шлуночках мозку

Спинномозкова́ рідина́ (також спинномозковий ліквор, цереброспінальна рідина (лат. liquor cerebrospinalis) — рідина, яка циркулює у порожнинах шлуночків головного мозку (вентрикулярна рідина), підпавутинному (під павутинною оболоною; також субарахноїдальному) просторі головного і спинного мозку. В її утворенні беруть участь судинні сплетіння, залозисті клітини, епендима та субепендимальна тканина шлуночків головного мозку, павутинна оболона, нейроглія, тощо. Відтік спинномозкової рідини здійснюється пасивно через венозні сплетіння мозку, пазухи твердої мозкової оболони, периневральні простори черепних і спинномозкових нервів.
Кількість ліквору у дорослої людини становить 100—150 мл.

## Функції
Функції спинномозкової рідини:
- амортизаційна — оберігає від механічних впливів головний та спинний мозок;
- регулює внутрішньочерепний тиск, забезпечує постійність внутрішнього середовища (рН, концентрації катіонів та аніонів);
- за допомогою спинномозкової рідини здійснюється видалення продуктів метаболізму з клітин центральної нервової системи (ЦНС), з одного боку, та транспортування поживних речовин з крові до клітин ЦНС, з другого боку.

## Показники спинномозкової рідини у нормі
Спинномозкова рідина здорової людини за хімічним складом схожа з сироваткою крові.
| Показники                                              | Значення                                                                                          |
| ------------------------------------------------------ | ------------------------------------------------------------------------------------------------- |
| Колір                                                  | Безбарвна                                                                                         |
| Прозорість                                             | Прозора                                                                                           |
| Тиск                                                   | 150 — 200 мм вод. ст. (у положенні лежачи) 300 — 400 мм вод. ст. (у положенні сидячи)             |
| Щільність                                              | вентрикулярна рідина 1,002-1,004 люмбальна рідина 1,006-1,007                                     |
| Реакція, рН                                            | 7,35 — 7,8                                                                                        |
| Білок                                                  | вентрикулярна рідина 0,10-0,22 г/л люмбальна рідина 0,20-0,30 г/л                                 |
| Глобулінові реакції:                                   | реакції Панді, Нонне-Апельта, Фрідмана негативні                                                  |
| Глюкоза                                                | вентрикулярна рідина 2,8-3,9 ммоль/л люмбальна рідина 2,8-3,9 ммоль/л                             |
| Хлориди                                                | вентрикулярна рідина 120—130 ммоль/л люмбальна рідина 120—130 ммоль/л                             |
| Цитоз:                                                 | вентрикулярна рідина 0-3 клітин/1 мкл (0-3·106/л) люмбальна рідина 7-10 клітин/1 мкл (7-10·106/л) |
| Вивчення нативних (природних) і забарвлених препаратів | Нейтрофіли — 2-4 % лімфоцити — 60±20 % моноцити — 30±10 % еозинофіли, епендимоцити — рідко        |

## Використання в діагностиці
З діагностичною і лікувальною метою роблять пункцію спинномозкового каналу, що дозволяє визначити показники тиску спинномозкової рідини і провести її аналіз. При ураженнях ЦНС тиск і склад (зокрема, кількість клітин, співвідношення вмісту білка та клітин) спинномозкової рідини змінюються. Тиск спинномозкової рідини підвищується при порушенні її відтоку (травми черепа або хребта, пухлини мозку, крововиливи, тощо). При менінгіті в лікворі виявляють бактерії, найпростіші, тощо. Глобулінові реакції допомагають, наприклад, в діагностиці нейросифілісу, туберкульозного менінгіту; біохімічні дослідження спинномозкової рідини (визначення цукру, хлоридів, вільних амінокислот, ферментів, тощо) — важливі для розпізнавання нейроінфекцій, епілепсії, тощо.